# Peromyscus megalops
Peromyscus megalops är en däggdjursart som beskrevs av Clinton Hart Merriam 1898. Peromyscus megalops ingår i släktet hjortråttor, och familjen hamsterartade gnagare. IUCN kategoriserar arten globalt som livskraftig. Inga underarter finns listade i Catalogue of Life.
Denna gnagare förekommer i bergstrakter i södra Mexiko. Den lever i regioner som ligger 1500 till 3000 meter över havet. Habitatet utgörs av bergsskogar med lövträd och/eller barrträd, ofta nära vattendrag. Arten kan i viss mån anpassa sig till människans landskapsförändringar.